# Middle Cleugh Burn
Der Middle Cleugh Burn ist ein etwa 750 m langer Wasserlauf in Cumbria in England. Er fließt in nördlicher Richtung um bei seinem Zusammentreffen mit dem Old Carr’s Burn und dem Long Cleugh Burn den River Nent zu bilden.